# Theophil Gerber
Pour les articles homonymes, voir Gerber.
Theophil Gerber (né le 19 octobre 1931 à Teplitz (de), arrondissement d'Akkerman, Bessarabie, Roumanie et mort le 22 mars 2022 à Berlin) est un agriculteur diplômé allemand et auteur d'encyclopédies agricoles et un haut employé ministériel de la RDA jusqu'à la réunification de l'Allemagne.

## Biographie
Gerber est né dans une famille d'agriculteurs allemands respectés en Bessarabie, puis en Roumanie. Dans le cadre de la campagne Heim ins Reich, elle doit déménager à Feldendorf, arrondissement de Wirsitz dans le Gau Dantzig-Prusse-Occidentale. Ici, il a continué à fréquenter l'école primaire. En raison des troubles de la fin de la guerre, la famille s'installe dans le Mecklembourg. Viennent ensuite un apprentissage agricole de 1947 à 1950 à Lehsten, arrondissement de Waren (de), dans une école professionnelle et l'examen d'assistant en 1950 au VEG Saatzucht Bütow, arrondissement de Waren. Gerber étudie ensuite aux écoles techniques agricoles de Malchow (école primaire) en 1950/51, de Rostock (collège et lycée) en 1951/53 et de Prenzlau (école supérieure) en 1953, où il obtient son diplôme d'agriculteur diplômé d'État (1953). puis travaille en été 1953 en tant que spécialiste des semences à la Société allemande de sélection de semences (DSG) de Rostock. Il complète ses études en agriculture à l'Université Humboldt de Berlin (HUB) de 1953 à 1956, y compris un stage à l'Institut de l'Académie de Paulinenaue sous la direction d'Eilhard Alfred Mitscherlich, avec un diplôme en agriculture.

## Publications (sélection)
- Mitarbeit in der Hauptredaktion des von A. Meuer herausgegebenen Planungsatlas für Land- und Nahrungsgüterwirtschaft der DDR.
- Der Landwirtschaftsbetrieb in der Gesetzgebung, Verwaltung und Literatur – Von den Anfängen bis zur Mitte des 18. Jahrhunderts. Shaker, Aix-la-Chapelle, 1998,  (ISBN 3-8265-5689-5). (Zugleich Dissertation an der Humboldt-Universität Berlin im Fach Agrargeschichte)
- Geschichte der bäuerlichen Arbeits- und Lebensverhältnisse unter dem Einfluss der Standortbedingungen und der Technik. Erinnerungsbericht, Manuskript. 2009.
- Die geophysikalischen Grundlagen der Bodenkunde. Manuskript, 2009. (nach der Vorlesungsreihe von Max Trénel (de))
- Persönlichkeiten aus Land- und Forstwirtschaft, Gartenbau und Veterinärmedizin – Biographisches Lexikon. NORA Verlag, Berlin, 2004,  (ISBN 3-936735-67-0). , 2 Volumes; 1. Aufl. 2004, 2. erw. Aufl. 2005, 3. erw. Aufl. 2008, 4. erw. Aufl. 2014.
- Online Studienausgabe zum 90. Geburtstag: Gerbers biographisches Lexikon der Agrarwissenschaften : Persönlichkeiten aus Land- und Forstwirtschaft, Gartenbau und Veterinärmedizin ; Festausgabe zum 90. Geburtstag von Th. Gerber